# Spencer Gore (kunstschilder)

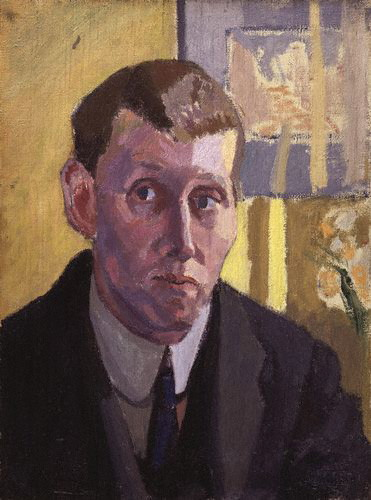
Zelfportret

Spencer Frederick Gore (Epsom, Surrey, 26 mei 1878 - Richmond upon Thames, 27 maart 1914) was een Engels kunstschilder. Hij wordt gerekend tot het postimpressionisme.

## Leven en werk
Spencer Frederick Gore was de zoon van Wimbledon-kampioen en cricket-speler Spencer Gore. Zijn oom Charles was een vooraanstaand theoloog.
Gore ging naar de Slade School of Fine Art, waar hij een leerling was van Philip Wilson Steer en vriendschap sloot met Harold Gilman. In 1903 leert hij Lucien Pissarro en Walter Sickert kennen, die hem sterk zouden beïnvloeden. Veel inspiratie vond hij ook in het werk van Edgar Degas.
Gore maakte in Londen deel uit van de kunstenaarskring rondom Sickert en richtte samen met Sickert, Gilman en Charles Ginner in 1911 het postimpressionistische kunstenaarsgenootschap de Camden Town Group op, waarvan hij de eerste voorzitter werd.
Na 1912 ontwikkelt zijn stijl zich van het pointillisme naar een zowel in kleur als tekening expressievere stijl, deels onder invloed van Paul Gauguin.
In januari 1912 huwde hij Mary Joanna ("Molly") Kerr, met wie hij twee kinderen kreeg, waarvan de jongste, Frederick, ook een bekend kunstschilder werd. Gore overleed in 1914 aan longontsteking, 36 jaar oud.
Diverse van zijn werken zijn te zien in de Tate Gallery te Londen.

## Galerij

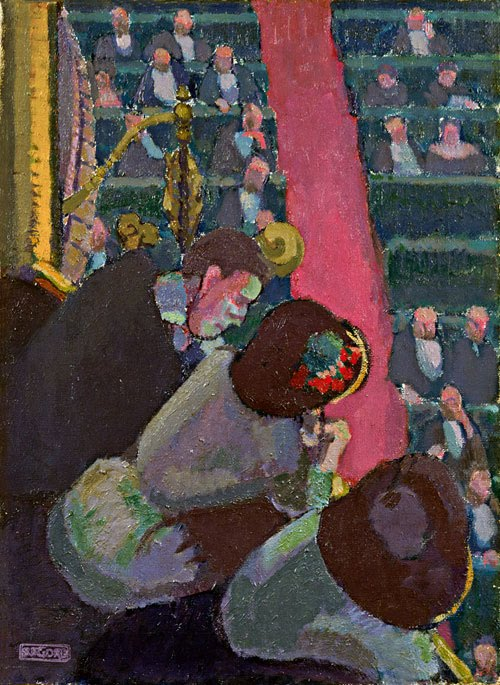
Balcony at the Alhambra
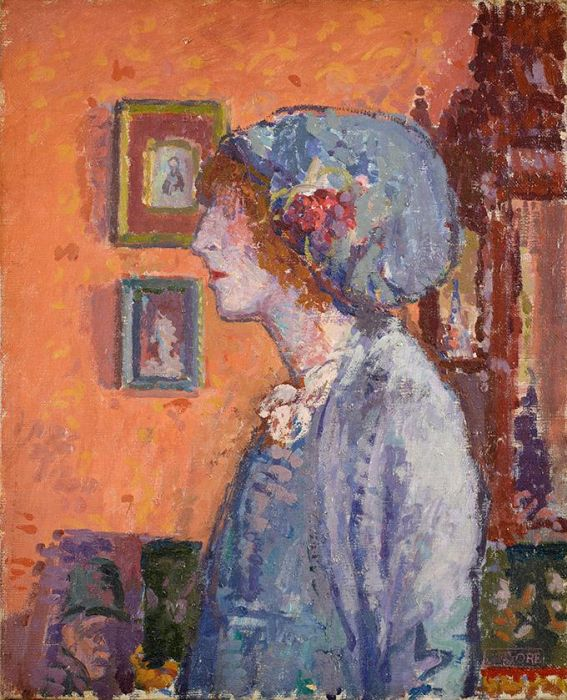
The Artists wife Mollie Gore
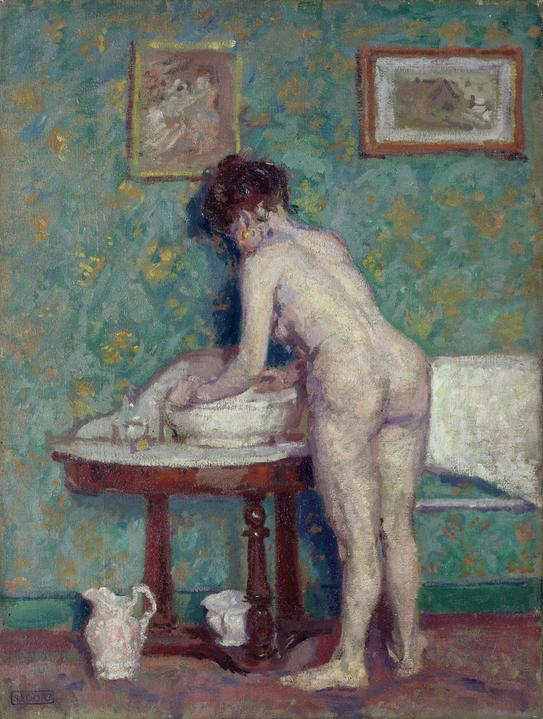
Interior with Nude
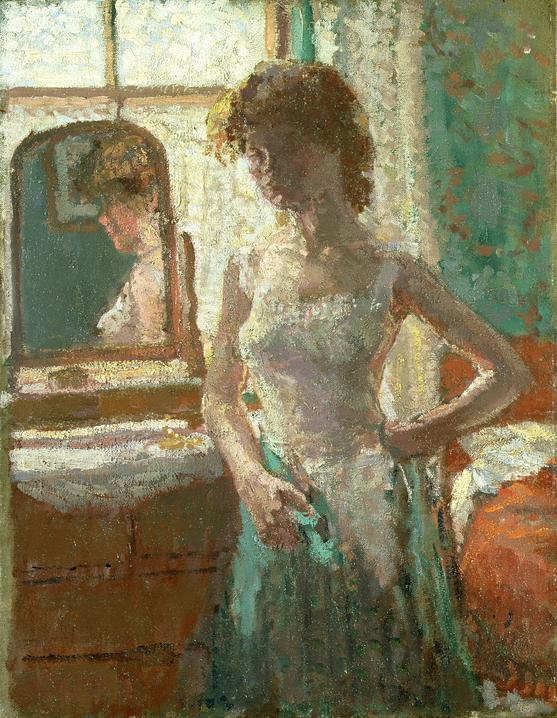
The Green Dress
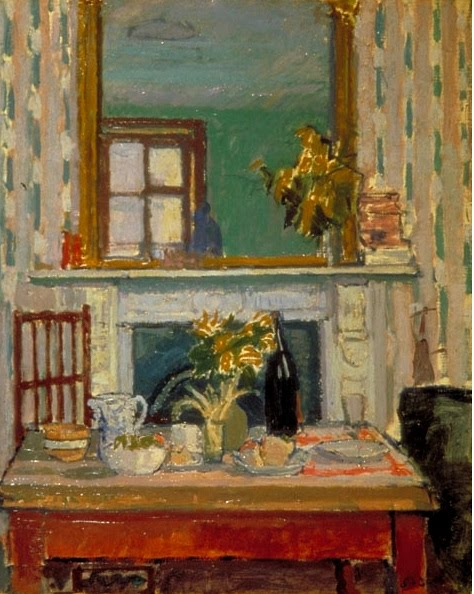
Interior
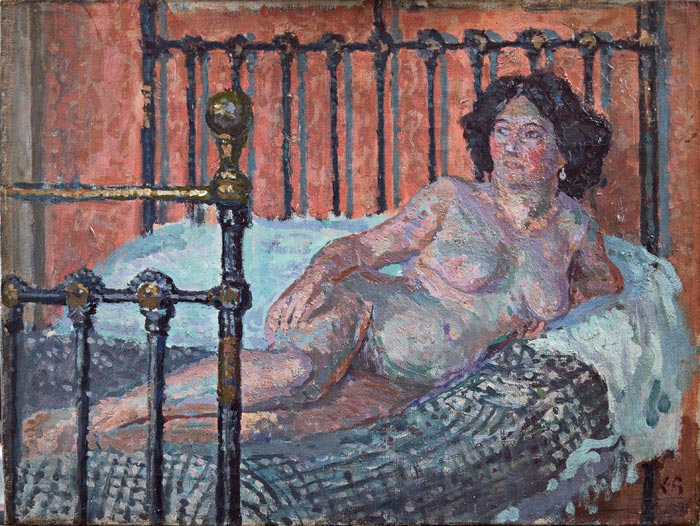
Nude
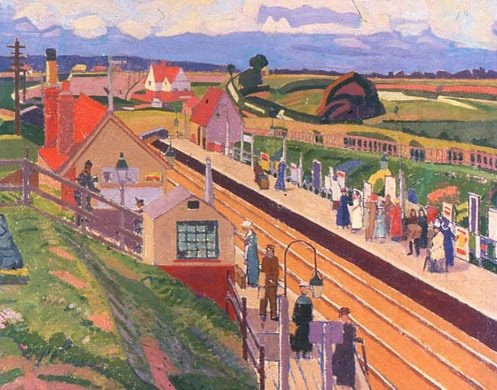
Letchworth Station
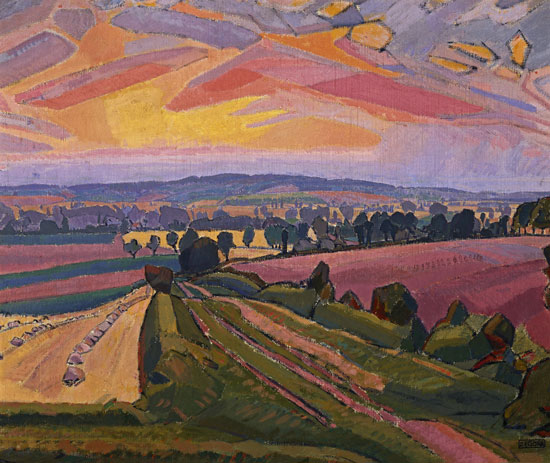
Icknield Way
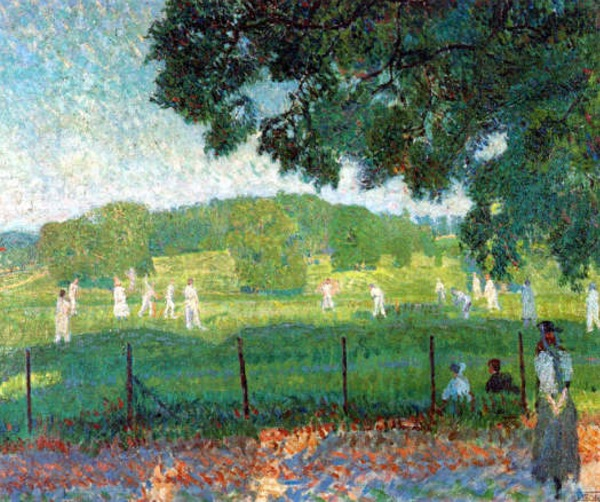
The Cricket Match
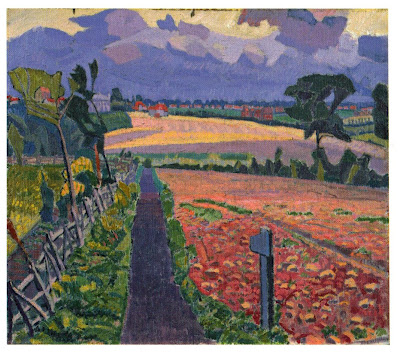
The Cinder Path